# John Dickinson
John Geoffrey Hyett Dickinson (London, 1962. június 24. –) angol regényíró, felnőttek számára írt regények szerzője. Első regénye, a The Cup of the World, 2004-ben jelent meg. Felnőtteknek szóló regénye, a The Lightstep 2008-ban jelent meg
Painswick-ben, Gloucestershire járásban él.

## Bibliográfia

### The Cup of the World
- The Cup of the World (2004)
- The Widow and the King (2005)
- The Fatal Child (2008)

### Önálló regények
- The Lightstep (2008)
- WE (2010)